# Gagah
Gagah is een bestuurslaag in het regentschap Pamekasan van de provincie Oost-Java, Indonesië. Gagah telt 935 inwoners (volkstelling 2010).